# Rhus ashei
Rhus ashei là một loài thực vật có hoa trong họ Đào lộn hột. Loài này được (Small) Greene miêu tả khoa học đầu tiên năm 1906.